# Gabahan
Gabahan is een bestuurslaag in het regentschap Semarang van de provincie Midden-Java, Indonesië. Gabahan telt 6450 inwoners (volkstelling 2010).